# Хання (приток Мархи)
Хання́ (также Ханньа, Хаингда, Хаингуя) — река в Якутии (Россия), левый приток Мархи.

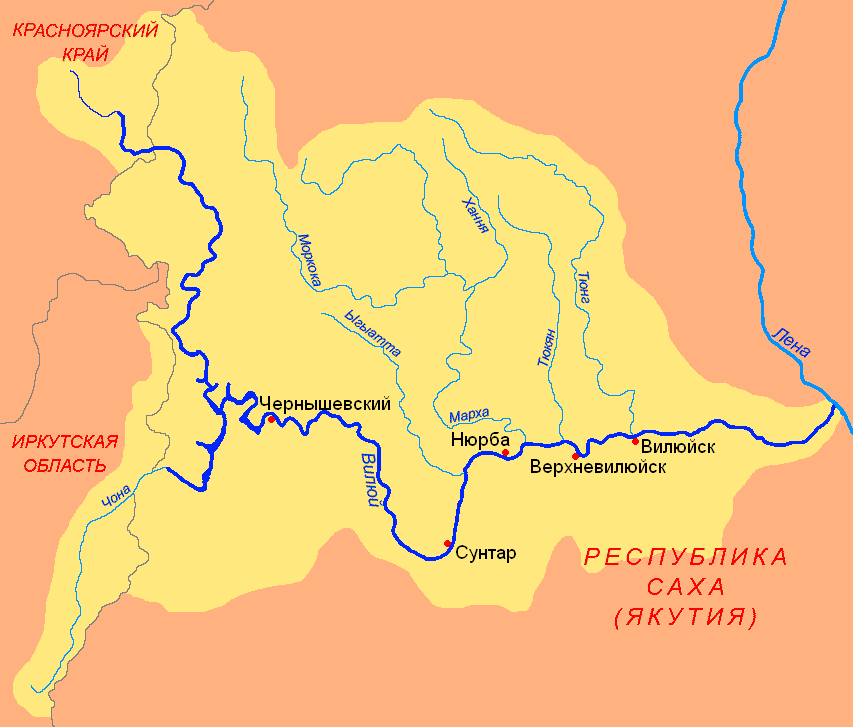
Бассейн Вилюя

## Общая информация
Исток находится в восточных отрогах Вилюйского плато, в Шологонском наслеге, на высоте более 377 м над уровнем моря. В верховьях и в среднем течении течёт на юго-восток, после впадения реки Сатыкан направление меняется на южное, а затем, после впадения Селингдэ — на юго-западное. Преимущественно протекает по лиственничной тайге. В нижнем течении, от впадения реки Сатыкан до устья, образует административную границу между Нюрбинским и Оленёкским районами Якутии. Впадает в Марху в 489 км от её устья по левому берегу, ниже впадения Моркоки, на высоте 133 м над уровнем моря. Ширина в нижнем течении — 50-145 м при глубине 1-2,5 м; скорость течения в низовьях — 0,3-0,4 м/с. 
Длина реки составляет 398 км, площадь водосборного бассейна — 7740 км². Населённых пунктов на реке нет.
Притоки длиной 30 км и более:
- Левые: Эмекел, Джулуспар, Хобулуускай
- Правые: Андай (99 км), Сэли

## Данные водного реестра
По данным государственного водного реестра России и геоинформационной системы водохозяйственного районирования территории РФ, подготовленной Федеральным агентством водных ресурсов:
- Бассейновый округ — Ленский
- Речной бассейн — Лена
- Речной подбассейн — Вилюй
- Водохозяйственный участок — Марха
- Код водного объекта — 18030800412117400021061